# Torneio Triangular de Porto Alegre
O Torneio Triangular de Porto Alegre foi um torneio de futebol realizado na cidade de Porto Alegre, capital do Rio Grande do Sul, Brasil entre os anos de 1943 e 1957.
Quando foi criada em 1943, a competição visava abrir o calendário das competições municipais, com um torneio rápido que contava com os três melhores colocados no Campeonato Citadino do ano anterior. Porém, a competição não teve continuidade, sendo disputada somente cinco vezes em um período de quatorze anos. Nas duas últimas edições somente os dois melhores colocados no Campeonato Citadino do ano anterior participavam, passando a ser interestadual, pois o terceiro integrante era um convidado carioca.

## Edição de 1943
- Participantes: Cruzeiro-RS, Grêmio, Internacional[3]

- Jogos

| 21 de fevereiro | Cruzeiro-RS | 2 – 1 | Internacional | Estádio da Montanha, Porto Alegre |
|                 |             |       | Tesourinha    |                                   |

- Cruzeiro-RS:
- Internacional: Aristeu; Nena e Alvaro; Assis, Àvila e Geraldo; Tesourinha, Bombachudo, Villalba, Ruy Motorzinho e Carlitos. Técnico: Oscar Daudt Filho

| 24 de fevereiro | Grêmio                     | 2 – 3 | Cruzeiro-RS                | Estádio da Baixada, Porto Alegre                    |
|                 | Idelmar 11' · Nichelli 28' |       | 20', 83' Ilmo · 38' Wilson | Renda: Cr$ 7.200,00 Árbitro: BRA Guilherme Schröder |

- Grêmio: Rubens; Luiz Luz e Walter; Vinicius, Badanha e Heitor; Medina, Idelmar, Nichelli, Gringo (Antoninho) e Edgar.
- Cruzeiro-RS: Marne; Gaúcho e Ingo; Zica, Ramon e Clóvis; Louzada, Wilson, Basilio (Ordovás), Capaverde (Humberto) e Ilmo.

| 28 de fevereiro | Grêmio | 1 – 5      | Internacional                           | Estádio da Baixada, Porto Alegre                 |
|                 | Neco   | Site Inter | , Carlitos · Rui · Vilalba · Tesourinha | Renda: Cr$ 12.083,00 Árbitro: BRA Alfredo Cesaro |

- Grêmio: Rubens; Luiz Luz e Walter; Vinicius, Badanha e Heitor; Medina, Idelmar, Neco, Gringo e Edgar.
- Internacional: Aristeu; Nena e Alfeu; Assis, Àvila e Abigail; Tesourinha, Russinho, Villalba, Ruy Motorzinho e Carlitos. Técnico: Oscar Daudt Filho

| 3 de março | Internacional | 1 – 1 | Cruzeiro-RS | Estádio dos Eucaliptos, Porto Alegre |
|            | Tesourinha    |       | Ênio        | Árbitro: BRA Alfredo Cesaro          |

- Internacional: Aristeu; Nena e Alfeu; Assis, Àvila e Abigail; Tesourinha, Ênio, Villalba, Ruy Motorzinho e Carlitos. Técnico: Oscar Daudt Filho
- Cruzeiro-RS:

| 7 de março | Cruzeiro-RS | 1 – 1 | Grêmio        | Estádio da Montanha, Porto Alegre                   |
|            | Walter      |       | 90+1' De León | Renda: Cr$ 3.281,00 Árbitro: BRA Guilherme Schröder |

- Cruzeiro-RS: Marne; Gaúcho e Ingo; Zica, Ramon (Ferrari) e Clovis; Louzada, Wilson, Basilio (Rico), Humberto e Ilmo.
- Grêmio: Rubens; Castrinho e Walter; Vinicius, Badanha e Heitor; Medina, De León, Nichelle, Adams e Neco.

| 11 de março | Internacional                            | 5 – 1      | Grêmio | Estádio dos Eucaliptos, Porto Alegre                          |
|             | Tesourinha · Carlitos · Rui · Ezequiel · | Site Inter | Neco   | Renda: Cr$ 9.000,00 Árbitro: BRA Joaquim Rodrigues de Almeida |

- Internacional: Aristeu; Nena e Alfeu; Assis e Àvila; Abigail, Tesourinha, Ruy Motorzinho, Ênio (Ezequiel), Villalba e Carlitos. Técnico: Oscar Daudt Filho
- Grêmio: Rubens; Castrinho e Walter; Vinicius, Badanha e Heitor; Medina, De León, Nichelle, Adams, Neco (Ochottorena).

| Torneio Triangular de Porto Alegre 1943 |
| --------------------------------------- |
| Cruzeiro-RS Campeão Invicto             |

## Edição de 1945
- Participantes: Cruzeiro-RS, Grêmio, Internacional;

- Jogos

| 06 fev. 1945 | Grêmio | 2 – 1 | Cruzeiro-RS | Estádio da Baixada, Porto Alegre |
|              |        |       |             |                                  |

| 09 fev. 1945 | Grêmio | 0 – 2      | Internacional        | Estádio da Montanha, Porto Alegre |
|              |        | Site Inter | Adãozinho · Xinxim · |                                   |

| 16 fev. 1945 | Cruzeiro-RS | 1 – 3 | Internacional | Estádio da Montanha, Porto Alegre |
|              |             |       |               |                                   |

| 20 fev. 1945 | Grêmio | 1 – 0 | Cruzeiro-RS | Estádio da Baixada, Porto Alegre |
|              |        |       |             |                                  |

| 23 fev. 1945 | Grêmio     | 1 – 1      | Internacional | Estádio da Montanha, Porto Alegre |
|              | Bombachudo | Site Inter | Adãozinho     | Árbitro: Alfredo Cesaro           |

Grêmio: Júlio; Danton e Hugo; Mário, Touguinha e Sanguinetti; Bentevi, Bombachudo, Ramón Castro, Silva (Nadir) e Sadi.

Internacional: Ivo; Alfeu e Nena; Viana, Ávila e Abigail; Xinxim, Adãozinho, Volpi (Rebolo), Rui (Dorvalino) e Carlitos .
| Torneio Triangular de Porto Alegre 1945 |
| --------------------------------------- |
| Internacional Campeão Invicto           |

## Edição de 1950
- Participantes: Grêmio, Internacional, Grêmio Esportivo Renner;

- Jogos

| 5 mar. 1950 | Grêmio                                 | 4 – 2 | Grêmio Esportivo Renner | Estádio dos Eucaliptos, Porto Alegre |
|             | Álvaro · Dutra (OG) · Clori · Balejo · |       | Guido · Segura          |                                      |

| 12 mar. 1950 | Internacional | 1 – 2 | Grêmio Esportivo Renner | Estádio Tiradentes, Porto Alegre |
|              | Herculano ·   |       | Saladuro                |                                  |

| 14 mar. 1950 | Internacional      | 2 – 0      | Grêmio | Estádio Tiradentes, Porto Alegre |
|              | Solis · Ghizzoni · | Site Inter |        |                                  |

| 16 mar. 1950 | Grêmio Esportivo Renner          | 4 – 2 | Grêmio        | Estádio dos Eucaliptos, Porto Alegre |
|              | Sabiá · Segura · Nadir · Guido · |       | Paulista Sano |                                      |

| 19 mar. 1950 | Internacional | 1 – 1 | Grêmio Esportivo Renner | Estádio dos Eucaliptos, Porto Alegre |
|              | Ghizzoni ·    |       | Segura                  |                                      |

| 23 mar. 1950 | Grêmio          | 3 – 0      | Internacional | Estádio Tiradentes, Porto Alegre |
|              | Balejo · Sano · | Site Inter |               |                                  |

| Torneio Triangular de Porto Alegre 1950 |
| --------------------------------------- |
| Grêmio Esportivo Renner                 |

## Edição de 1951
- Participantes: Grêmio, Internacional, Botafogo;

- Jogos

| 14 jun. 1951 | Botafogo               | 1 – 1 | Internacional      | Estádio dos Eucaliptos, Porto Alegre |
|              | Sylvio Pirillo (13') · |       | Canhotinho (42') · | Árbitro: Arthur Vilarinho            |

Botafogo: Osvaldo Baliza, Gérson e Nílton Santos; Rubinho, Richarde (Carlito) e Juvenal; Paraguaio (Jarbas), Geninho, Pirillo (Ariosto), Zezinho e Braginha.

Técnico: Carvalho Leite

Internacional: Éverton; Nena, Ilmo, Oreco; Salvador e Ruarinho; Paulinho (Herculano), Ênio Andrade, Huguinho, Mujica e Carlitos  (Canhotinho).

Técnico: José Francisco Duarte Júnior (Teté)
| 17 jun. 1951 | Botafogo                                | 2 – 0 | Grêmio | Estádio dos Eucaliptos, Porto Alegre                                                             |
|              | Nílson (contra) (11') · Zezinho (76') · |       |        | Árbitro: Arthur Vilarinho. Assistentes: Júlio Petersen e Oswaldo Azzarini Rolla (vulgo Foguinho) |

Botafogo: Osvaldo Baliza, Gérson (Carlito) e Nílton Santos; Rubinho, Geninho e Juvenal; Joel, Neca (Ariosto), Dino, Zezinho e Braginha.

Técnico: Carvalho Leite

Grêmio: Wilson (Sérgio), Jori e Nílson (Paulista); Bexiga, Sarará e Heitor (Danton); Balejo (Dário II), Ferraz, Geada, Pedrinho e Ápis.

Técnico: Alfredo González
| 20 jun. 1951 | Grêmio         | 2 – 1      | Internacional | Estádio dos Eucaliptos, Porto Alegre |
|              | Geada · Apis · | Site Inter | Canhotinho ·  |                                      |

| Torneio Triangular de Porto Alegre 1951 |
| --------------------------------------- |
| Botafogo Campeão Invicto                |

## Edição de 1957
- Participantes: Bangu, Internacional, Grêmio Esportivo Renner;

- Jogos

| 10 mar. 1957 | Internacional | 2 – 3           | Bangu           | Estádio dos Eucaliptos, Porto Alegre |
|              | Ivo Diogo ·   | Almanaque Bangu | Mário · Nívio · | Árbitro: Fortunato Tonelli           |

Bangu: Nadinho, Arpino, Darci Faria, Haroldo (Décio Recaman), Miltinho (Edelfo), Nílton dos Santos, Calazans, Hilton Vaccari (Ubaldo Miranda), Mário, Décio Esteves, Nívio. 

Técnico: Gentil Cardoso.
| 17 mar. 1957 | Grêmio Esportivo Renner          | 3 – 3           | Bangu                                    | Estádio dos Eucaliptos, Porto Alegre |
|              | Juarez · Pedrinho · Ivo Medeiros | Almanaque Bangu | Mário · Ubaldo Miranda · Hilton Vaccari. | Árbitro: Aparício Viana e Silva      |

Bangu: Nadinho, Arpino, Darci Faria, Haroldo, Miltinho, Nílton dos Santos, Calazans, Mário, Hilton Vaccari, Ubaldo Miranda, Nívio. 

Técnico: Gentil Cardoso.
| 24 mar. 1957 | Internacional | WO | Grêmio Esportivo Renner | Porto Alegre |
|              |               |    |                         |              |

| Torneio Triangular de Porto Alegre 1957 (Taça Guilherme da Silveira Filho) |
| -------------------------------------------------------------------------- |
| Bangu Campeão Invicto                                                      |